# Mistrzostwa Europy w Lekkoatletyce 1982 – bieg na 1500 m mężczyzn

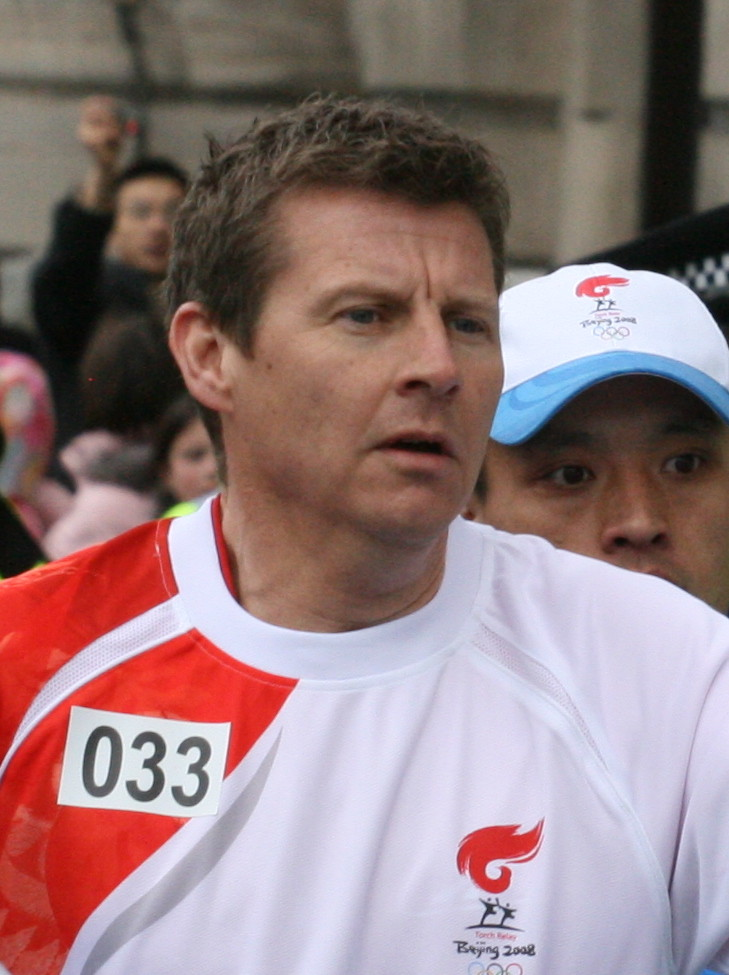
Steve Cram w 2008

Bieg na dystansie 1500 metrów mężczyzn był jedną z konkurencji rozgrywanych podczas XIII mistrzostw Europy w Atenach. Biegi eliminacyjne zostały rozegrane 9 września, a bieg finałowy 11 września 1982 roku. Zwycięzcą tej konkurencji został reprezentant Wielkiej Brytanii Steve Cram. W rywalizacji wzięło udział dwudziestu dziewięciu zawodników z dwudziestu reprezentacji.

## Rekordy
| Rekord świata     | Steve Ovett (GBR) | 3:31,36 | Koblencja, RFN        | 28.08.1980 |
| Rekord Europy     | Steve Ovett (GBR) | 3:31,36 | Koblencja, RFN        | 28.08.1980 |
| Rekord mistrzostw | Steve Ovett (GBR) | 3:35,59 | Praga, Czechosłowacja | 03.09.1978 |

## Wyniki

### Eliminacje
Rozegrano trzy biegi eliminacyjne. Do finału awansowało po trzech najlepszych zawodników każdego biegu eliminacyjnego (Q) oraz trzech spośród pozostałych z najlepszymi czasami (q).
Bieg 1
| Miejsce | Zawodnik              | Czas    | Uwagi |
| ------- | --------------------- | ------- | ----- |
| 1       | Pierre Délèze         | 3:42,75 | Q     |
| 2       | Graham Williamson     | 3:43,01 | Q     |
| 3       | Dragan Zdravković     | 3:43,02 | Q     |
| 4       | Claudio Patrignani    | 3:43,12 |       |
| 5       | Mirosław Żerkowski    | 3:43,46 |       |
| 6       | Alexandre Gonzalez    | 3:43,70 |       |
| 7       | Christos Papachristos | 3:44,12 |       |
| 8       | Arno Körmeling        | 3:44,18 |       |
| 9       | Jan Persson           | 3:44,94 |       |
| 10      | Antonio Atabao        | 3:46,99 |       |
| 11      | John Chappory         | 3:57,91 |       |

Bieg 2
| Miejsce | Zawodnik            | Czas    | Uwagi |
| ------- | ------------------- | ------- | ----- |
| 1       | José Manuel Abascal | 3:40,32 | Q     |
| 2       | Uwe Becker          | 3:40,50 | Q     |
| 3       | Andreas Busse       | 3:40,53 | Q     |
| 4       | Nikołaj Kirow       | 3:40,91 | q     |
| 5       | João Campos         | 3:42,74 |       |
| 6       | Johnny Kroon        | 3:42,75 |       |
| 7       | Dave Taylor         | 3:43,86 |       |
| 8       | Jón Diðriksson      | 3:44,03 |       |
| 9       | Sermet Timurlenk    | 3:44,24 |       |
| 10      | Philippe Dien       | 3:45,13 |       |

Bieg 3
| Miejsce | Zawodnik           | Czas    | Uwagi |
| ------- | ------------------ | ------- | ----- |
| 1       | Steve Cram         | 3:38,06 | Q     |
| 2       | Witalij Tyszczenko | 3:48,46 | Q     |
| 3       | Ray Flynn          | 3:38,62 | Q     |
| 4       | Robert Nemeth      | 3:39,57 | q     |
| 5       | Vinko Pokrajčić    | 3:40,86 | q     |
| 6       | Justin Gloden      | 3:41,62 |       |
| 7       | Carlos Cabral      | 3:42,29 |       |
| 8       | Stefano Mei        | 3:43,05 |       |

### Finał
| Miejsce | Zawodnik            | Czas    |
| ------- | ------------------- | ------- |
| 1       | Steve Cram          | 3:36,49 |
| 2       | Nikołaj Kirow       | 3:36,99 |
| 3       | José Manuel Abascal | 3:37,04 |
| 4       | Robert Nemeth       | 3:37,81 |
| 5       | Witalij Tyszczenko  | 3:38,15 |
| 6       | Uwe Becker          | 3:38,17 |
| 7       | Pierre Délèze       | 3:39,64 |
| 8       | Ray Flynn           | 3:40,44 |
| 9       | Dragan Zdravković   | 3:42,44 |
| 10      | Vinko Pokrajčić     | 3:44,00 |
| 11      | Andreas Busse       | 3:44,50 |
| –       | Graham Williamson   | DNS     |